# Folke Rudelius
Folke Erik Hjalmar Rudelius, född 7 augusti 1879 på Lidamålen, Torpa socken, Östergötland, död 10 januari 1960 i Kvillinge församling, var en svensk militär, arkivarie och författare.
Folke Rudelius var son till majoren och trafikchefen Alfred Theodor Rudelius. Han avlade mogenhetsexamen i Stockholm 1898 samt blev underlöjtnant vid Kalmar regemente 1901 och kapten 1917. Rudelius övergick på övergångsstat 1928 och erhöll avsked 1929. Han utnämndes till major i armén 1933. Rudelius, som 1911–1913, 1922–1925 samt 1927 tjänstgjort vid Krigsarkivet och Generalstabens krigshistoriska avdelning, var föreståndare för Krigsarkivets forskarexpedition 1931–1935 samt arkivofficer vid Generalstaben 1935–1937 och vid Arméstaben 1937–1939. Som författare gjorde Rudelius sig känd under 1920-talet genom en serie älskvärda och underhållande, kulturhistoriskt dokumenterade berättelser kring några småländska herrgårdssläkter på 1800-talet. Bland dessa märsk främst Cecilia Bures friare (1927) och Guldkedjan (1938). Han skrev också ett flertal militärhistoriska arbeten, bland annat Kalmar regementes chefer 1623–1907 (1908) och Kalmar regementes ursprung (1923).